# Miconia carassana
Miconia carassana är en tvåhjärtbladig växtart som beskrevs av Célestin Alfred Cogniaux. Miconia carassana ingår i släktet Miconia och familjen Melastomataceae. Inga underarter finns listade i Catalogue of Life.